# 今週の花嫁花婿
『今週の花嫁花婿』（こんしゅうのはなよめはなむこ）は、1966年2月2日から同年11月9日までTBS系列局で放送されていた朝日放送製作のゲームバラエティ番組である。タイガー魔法瓶工業（現・タイガー魔法瓶）の一社提供。全40回。放送時間は毎週水曜 19:00 - 19:30 （日本標準時）。

## 概要
毎回1人の芸能人との模擬結婚式を参加特典にしていた視聴者参加型番組で、彼らのファンである一般参加者30人が生き残りを賭けて3種類のテストとゲームに挑戦する。第1関門はくじ引きをする「めぐりあい」。第2関門は週替わりのゲームに挑戦する「努力ゲーム」。第3関門は「相性テスト」。
最後まで勝ち抜いたファンの1人は、憧れの芸能人との模擬結婚式を挙げることができる。さらに賞品として、10万円相当（当時） のダイヤモンド指輪とタイガー魔法瓶の製品を贈られる。
司会はWけんじの東けんじと宮城けんじが務めていた。

## ゲスト
| 回 | 放送日   | ゲスト     |
| -- | -------- | ---------- |
| 1  | 2月2日   | 坂本九     |
| 2  | 2月9日   | 梶光夫     |
| 3  | 2月16日  | 久保浩     |
| 4  | 2月23日  | 太田博之   |
| 5  | 3月2日   | 美樹克彦   |
| 6  | 3月9日   | 竹脇無我   |
| 7  | 3月16日  | 島和彦     |
| 8  | 3月23日  | バーブ佐竹 |
| 9  | 3月30日  | 長沢純     |
| 10 | 4月6日   | 芦野宏     |
| 11 | 4月13日  | 都はるみ   |
| 12 | 4月20日  | 北原謙二   |
| 13 | 4月27日  | 城卓矢     |
| 14 | 5月4日   | 高城丈二   |
| 15 | 5月11日  | 鈴木やすし |
| 16 | 5月18日  | 浜田光夫   |
| 17 | 5月25日  | 藤健次     |
| 18 | 6月1日   | 春日八郎   |
| 19 | 6月8日   | 布施明     |
| 20 | 6月15日  | 伊東ゆかり |
| 21 | 6月22日  | 一節太郎   |
| 22 | 6月29日  | 克美しげる |
| 23 | 7月6日   | 手塚しげお |
| 24 | 7月13日  | 新川二郎   |
| 25 | 7月27日  | 中尾ミエ   |
| 26 | 8月3日   | 佐々木新一 |
| 27 | 8月10日  | 大月みやこ |
| 28 | 8月17日  | 望月浩     |
| 29 | 8月24日  | 加藤茶     |
| 30 | 8月31日  | 園まり     |
| 31 | 9月7日   | 田辺靖雄   |
| 32 | 9月14日  | 弘田三枝子 |
| 33 | 9月21日  | 高橋英樹   |
| 34 | 9月28日  | 日野てる子 |
| 35 | 10月5日  | 山内賢     |
| 36 | 10月12日 | 水前寺清子 |
| 37 | 10月19日 | 美川憲一   |
| 38 | 10月26日 | 西田佐知子 |
| 39 | 11月2日  | 井沢八郎   |
| 40 | 11月9日  | 財津一郎   |

## 備考
放送当時TBS系列局の無かった北日本放送では、1966年10月時点で水曜 18:15 - 18:45にて放送されていた。